# 榴彈
榴弹原意是一种爆炸性的弹药，通过爆炸撕裂的弹体外壳、使其变成高速飞散的破片，并与爆炸本身等效能一起造成致命或非致命性的效果。
按照杀伤机理来说，榴弹与地雷、航空炸弹等并无二致，其区别在于使用方式：固定埋设的是地雷，从航空航天器上投放的是炸弹，而榴弹则更侧重于通过某种工具或手段把弹药投掷到目标地点。
常见的榴弹可按照抛射方法分类：
- 手榴弹
  - 顾名思义，用手投掷的榴弹。
  - 现代的手榴弹花样繁多，除了原本的“榴弹”还有各种作用机理完全不同的弹药，如：
    - 闪光弹 / 震撼弹（非致命武器）
    - 催泪弹 / 毒气弹（作用机理相似，仅仅是内部毒剂不同）
    - 烟雾弹 / 发烟信号弹
    - 燃烧弹
    - 等等等等。

- 枪榴弹、榴彈發射器
  - 槍榴彈：直接或通过附件间接装在单兵枪支上发射。
  - 榴彈發射器：以單兵武器或支援型輕武器等專門設計的發射器發射。

- （炮弹）榴弹
  - 高爆彈（HE）
  - 反戰車高爆彈（HEAT）
  - 黏著榴彈（HESH)

然而，有些手榴弹可以装在枪支上发射（事实上绝大多数早期的枪榴弹均属此类）、有些枪榴弹亦可在紧急情况下用手投掷，所以通常是以其在设计上的预定用途来区分。